# アダム・ハーツ
アダム・ハーツ（Adam Herz、1972年9月10日 - ）は、アメリカ合衆国の脚本家。

## 作品
- アメリカン・パイパイパイ！完結編　俺たちの同騒会
- アメリカン・パイ in ハレンチ教科書
- 2日間で上手に彼女にナル方法
- アメリカン・パイ in ハレンチ課外授業
- アメリカン・パイ in ハレンチ・マラソン大会
- アメリカン・パイ in バンド合宿
- アメリカン・パイ3:ウェディング大作戦
- アメリカン・サマー・ストーリー
- アメリカン・パイ